# Coelichneumon exephanopsis
Coelichneumon exephanopsis là một loài tò vò trong họ Ichneumonidae.